# Spada di Osman
La spada di Osman (in turco ottomano  تقلیدِ سیف Taklid-i Seyf, in turco Osman'ın Kılıcı) è un'importante spada di stato che veniva utilizzata durante le cerimonie di insediamento (in turco Kılıç alayı) dei Sultani ottomani. La spada prende il nome da Osman I, fondatore della dinastia ottomana.

## Storia
La cinzione con la spada di Osman era una cerimonia vitale che aveva luogo entro due settimane dall'ascensione al trono di un sultano ottomano a partire da Murad II. La pratica ebbe inizio quando Osman I venne cinto con la spada dell'islam dal suo mentore e suocero Sheikh Edebali. La cerimonia si teneva presso il complesso tombale di Eyüp Sultan a Eyüp, sul Corno d'Oro nella capitale Costantinopoli. Anche se il viaggio dal Palazzo di Topkapı (dove il sultano risiedeva) al corno d'Oro era molto breve, il sultano s'imbarcava, in pompa magna e con tutto il suo seguito, per recarsi alla moschea. Il complesso tombale Eyüp fu costruito da Mehmed II in onore di Abu Ayyub al-Ansari, un compagno di Maometto che era morto durante il primo  assedio di Costantinopoli nel VII secolo. La spada che veniva cinta si trovava quindi su quelli che erano considerati terreni sacri e collegava il sultano, appena incoronato, sia ai suoi antenati del XIII secolo sia a Maometto stesso.
Il fatto che l'emblema con cui un sultano saliva al trono consistesse in una spada era altamente simbolico: mostrava che l'ufficio di cui era investito era prima di tutto quello di un guerriero. La Spada di Osman veniva cinta al nuovo sultano dallo Sharīf di Konya, un derviscio Mevlevi, che veniva convocato a Costantinopoli per quello scopo. Tale privilegio era riservato agli uomini di questo ordine sufi dal tempo in cui Osman I aveva stabilito la sua residenza a Konya nel 1299, prima che la capitale fosse trasferita a Bursa e successivamente a Costantinopoli.
Fino alla fine del XIX secolo, ai non musulmani era proibito entrare nella moschea Eyüp e assistere alla cerimonia della cinzione della spada di Osman. Il primo a discostarsi da questa tradizione fu Mehmed V, la cui cerimonia di cinzione venne aperta alle persone di diverse fedi. Tenutasi il 10 maggio 1909, vi parteciparono rappresentanti di tutte le comunità religiose presenti nell'impero, in particolare lo Sheikh ul-Islam, il Patriarca ecumenico di Costantinopoli, il rabbino capo e un rappresentante della Chiesa apostolica armena. Il fatto che ai non musulmani fu permesso di vedere la cerimonia permise al "The New York Times" di scrivere un resoconto estremamente dettagliato della cerimonia. Il fratello e successore di Mehmed V, Mehmed VI, andò ancora oltre permettendo di filmare la sua cerimonia di insediamento. Dato che fu l'ultimo sultano ottomano in carica, questa è l'unica cerimonia del genere che sia mai stata filmata. La Spada di Osman si trova nella sezione del Tesoro Imperiale del Palazzo Topkapı.